# Prituľany
Prituľany (in ungherese Hegyvég, in tedesco Moldenhau) è un comune della Slovacchia facente parte del distretto di Humenné, nella regione di Prešov.